# Santovenia de Oca
Santovenia, o Santovenia de Oca, es una localidad y también una entidad local menor, situada en la provincia de Burgos, comunidad autónoma de Castilla y León (España), comarca de Montes de Oca, partido judicial de Burgos, ayuntamiento de Arlanzón.

## Historia
Villa perteneciente a la Hermandad de Montes de Oca en el partido Juarros, uno de los catorce que formaban la Intendencia de Burgos durante el periodo comprendido entre 1785 y 1833, tal como se recoge en el Censo de Floridablanca de 1787. Tenía jurisdicción de realengo con alcalde ordinario.
Antiguo municipio de Castilla la Vieja en el Partido de Burgos, código INE-09359. En el censo de la matrícula catastral contaba con 42 hogares y 92 vecinos. Entre el censo de 1857 y el anterior, crece el término del municipio porque incorpora a 095184 Villamórico, mientras que entre el censo de 1981 y el anterior, desaparece porque se integra en el de 09026 Arlanzón. Contaba entonces con 2 localidades, 24 hogares, 68 habitantes de derecho y una extensión superficial de 830 hectáreas.

## Comunicaciones
Santovenia de Oca tiene dos carreteras de acceso:
 BU-V-7012  que conecta, mediante su tramo sur, la localidad con la  N-120  y, en el norte, con Agés.
 BU-V-7017  que conecta la localidad con San Juan de Ortega.
La localidad carece de parada ferroviaria, siendo la más cercana la ubicada en Quintanapalla, gestionada por Adif y que ofrece serviciones regionales de RENFE.
El servicio de autobuses que conecta la población con Burgos y Logroño es prestado, en la actualidad, por la compañía riojana Autobuses Jiménez.

## Demografía
| Gráfica de evolución demográfica de Santovenia de Oca entre 1842 y 1970 |
| |
| Población de derecho según los censos de población del INE. Población de hecho según los censos de población del INE.En estos censos se denominaba Santovenia: 1842, 1857, 1860, 1877, 1887, 1897, 1900 y 1910. Entre el censo de 1857 y el anterior, crece el término del municipio porque incorpora a Villamorico. Entre el censo de 1981 y el anterior, este municipio desaparece porque se integra en el municipio Arlanzón. |

| 1842 | 1857 | 1860 | 1877 | 1887 | 1897 | 1900 | 1910 | 1920 | 1930 | 1940 | 1950 | 1960 | 1970 | 2001 | 2011 |
| ---- | ---- | ---- | ---- | ---- | ---- | ---- | ---- | ---- | ---- | ---- | ---- | ---- | ---- | ---- | ---- |
| 92   | 269  | 283  | 265  | 228  | 229  | 229  | 242  | 216  | 216  | 211  | 192  | 148  | 68   | 33   | 27   |

En el censo de la matrícula catastral contaba con 92 vecinos repartidos en 42 hogares.